# Desierto de Karakum

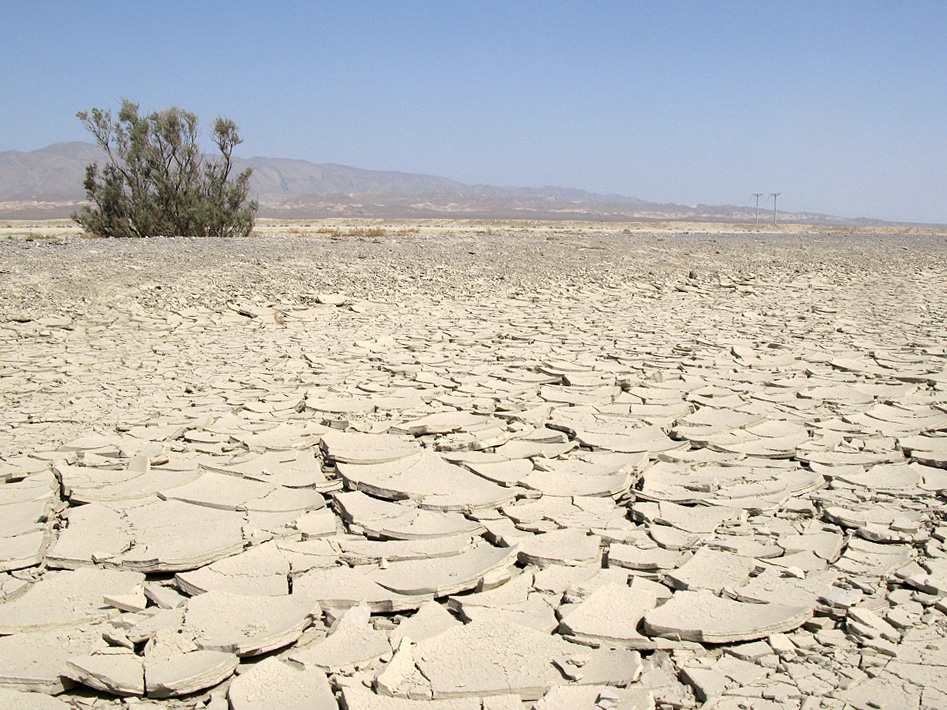
Vista del desierto de Karakum.

El desierto de Karakum, también Kara-Kum o Gara Gum (“Arena negra”) (en turcomano: Garagum; en ruso: Каракумы), está ubicado en Asia Central, ocupando la mayor parte de Turkmenistán; su nombre significa en turco 'arena negra'. Su extensión es de unos 284 900 km², lo cual lo convierte en el décimo desierto más grande del mundo y el más importante en Turkmenistán y de Asia Central.
El desierto se extiende desde la meseta de Ustyurt al norte, hasta el río Amu Daria al este, los montes Kopet Dag al sur y casi hasta el mar Caspio al oeste. Consiste en su mayoría en grandes extensiones de arcilla y dunas onduladas; en general el suelo carece de vegetación. Ciertas especies de arbustos esteparios y algunas variedades de plantas con flores se desarrollan en áreas limitadas de la región, principalmente al sureste.